# Base de Schiff

Base de Schiff.

Una base de Schiff' (o azometino), nombrado así en honor a Hugo Schiff, es un grupo funcional que contiene un enlace doble carbono-nitrógeno, con el átomo de nitrógeno conectado a un grupo arilo o alquilo, pero sin hidrógeno. Las bases de Schiff tienen la fórmula general R1R2C=N-R3, donde R3 es un grupo arilo o alquilo que hace que la base de Schiff sea una imina estable. Una base de Schiff derivada de una anilina, donde R3 es un fenilo o fenilo sustituido, puede ser denominado anil.
Las bases de Schiff pueden ser sintetizadas a partir de una amina aromática y un compuesto de carbonilo por adición nucleofílica, formando un hemiaminal, seguido por una deshidratación para generar una imina. En una reacción típica, el 4,4'-diaminodifenil éter reacciona con o-vanillina:

Una mezcla de 4,4'-diaminodifenil éter 1 (1.00 g, 5.00 mmol) y o-vanillina 2 (1.52 g, 10.00 mmol) en metanol (40.00 mL) es agitada a temperatura ambiente por una hora, para producir un precipitado anaranjado y, después de filtración y lavado con metanol, para producir la base de Schiff pura 3 (2.27 g, 97.00%)